# Umatilla National Forest

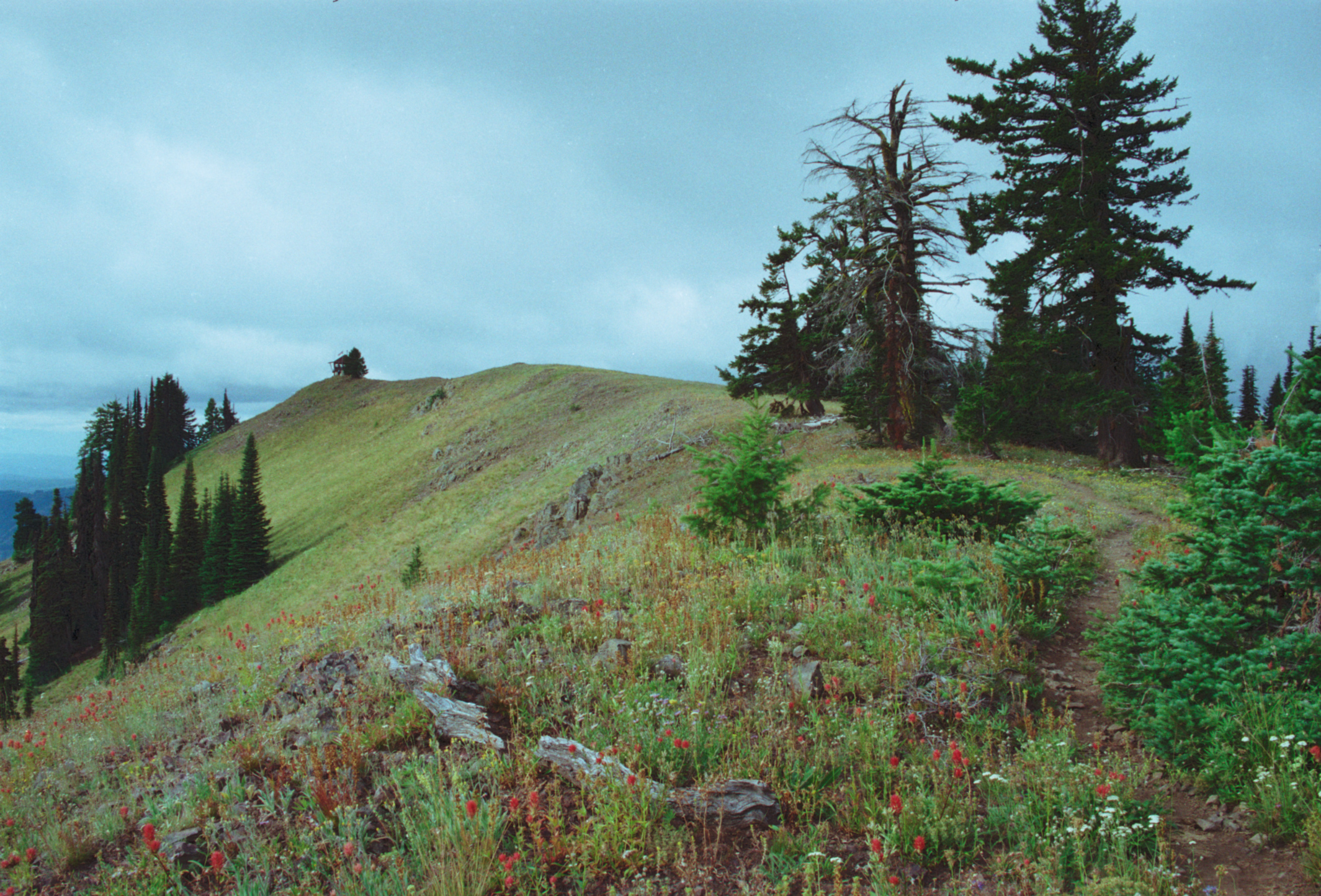
Oregon Butte in der Wenaha-Tucannon Wilderness im Umatilla National Forest.

Der Umatilla National Forest ist ein Nationalforst im Nordwesten der USA. Er liegt in den Blue Mountains im nordöstlichen Oregon und ragt noch ins südöstliche Washington hinein. Der Umatilla National Forest umfasst eine Fläche von 5.700 km² und wird vom U.S. Forest Service verwaltet.
Über 20 % der Fläche des Nationalforsts sind als „wilderness area“, der strengsten Klasse von Naturschutzgebieten der Vereinigten Staaten, ausgewiesen. Die Wenaha-Tucannon Wilderness (ausgewiesen 1978) ist 718 km² groß und liegt im Grenzgebiet von Oregon und Washington. Die North Fork Umatilla Wilderness (1984) misst 82 km²; ihr Gebiet umfasst das schmale Tal des North Fork Umatilla River, der wiederum der Quellfluss des Umatilla River ist. Die North Fork John Day Wilderness (1984) mit 493 km² liegt im südöstlichen Teil des Nationalforsts am nördlichen Quellarm des John Day Rivers.
Außer der forstwirtschaftlichen Nutzung spielt Freizeit und Erholung eine große Rolle im National Forest. Der Blue Mountain Scenic Byway ist eine etwa 200 km lange touristisch interessante Route vom Columbia River nahe Arlington bis Baker City durch die Blue Mountains und die Nationalforste. Die nur im Sommerhalbjahr zugängliche Route führt über kulturhistorische Orte und attraktive Landschaften. Auf dem Grande Ronde River und dem John Day River ist Rafting möglich. Mit Ski Bluewood in Washington und Spout Springs Resort liegen zwei Wintersportanlagen im National Forest. Mitte des 19. Jahrhunderts verlief der Oregon Trail durch die Blue Mountains und Spuren der damaligen Siedlerströme sind im National Forest in Form von Gedenkstätten und Markierungen erhalten.
Der Umatilla National Forest grenzt im Süden an den Malheur National Forest und im Osten an den Wallowa-Whitman National Forest.